# Xocolata amb llet
La xocolata amb llet és una xocolata que conté entre un 25% i un 40% de cacau i de mantega de cacau, i llet generalment en forma de llet en pols, i també sucre o edulcorant.

## Composició[1]
| Compost              | Quantitat  |
| -------------------- | ---------- |
| Aigua                | <1.5g      |
| Proteïna             | 7-11g      |
| Lípids               | 30-33 g    |
| Glúcids              | 50-60g     |
| Glúcids assimilables | 54g        |
| K cal                | 520-570    |
| Minerals             | 2.2g       |
| * Calci              | 180–200 mg |
| * Magnesi            | 60–90 mg   |
| * Potassi            | 470 mg     |
| * Sodi               | 58 mg      |
| * Fòsfor             | 242 mg     |
| * Ferro              | 2 mg       |
| Zinc                 | 0.2 mg     |
| Coure                | 2 mg       |
| Àcid oxàlic          | 60 mg      |
| Teobromina           | 100–300 mg |
| Cafeïna              | 20 mg      |
| Vitamina B1          | 0.11 mg    |
| Vitamina B2          | 0.37 mg    |
| Vitamina B3          | 0.46 mg    |
| Vitamina B6          | 0.11 mg    |
| Vitamina B9          | 0.01 mg    |